# District de Kalinine
Le district de Kalinine (en russe : Kalininski raïon) est l'un des 18 raïons administratifs de Saint-Pétersbourg. Son nom fait référence à Mikhaïl Kalinine (1875–1946), politicien révolutionnaire et bolchévique.